# Самовар

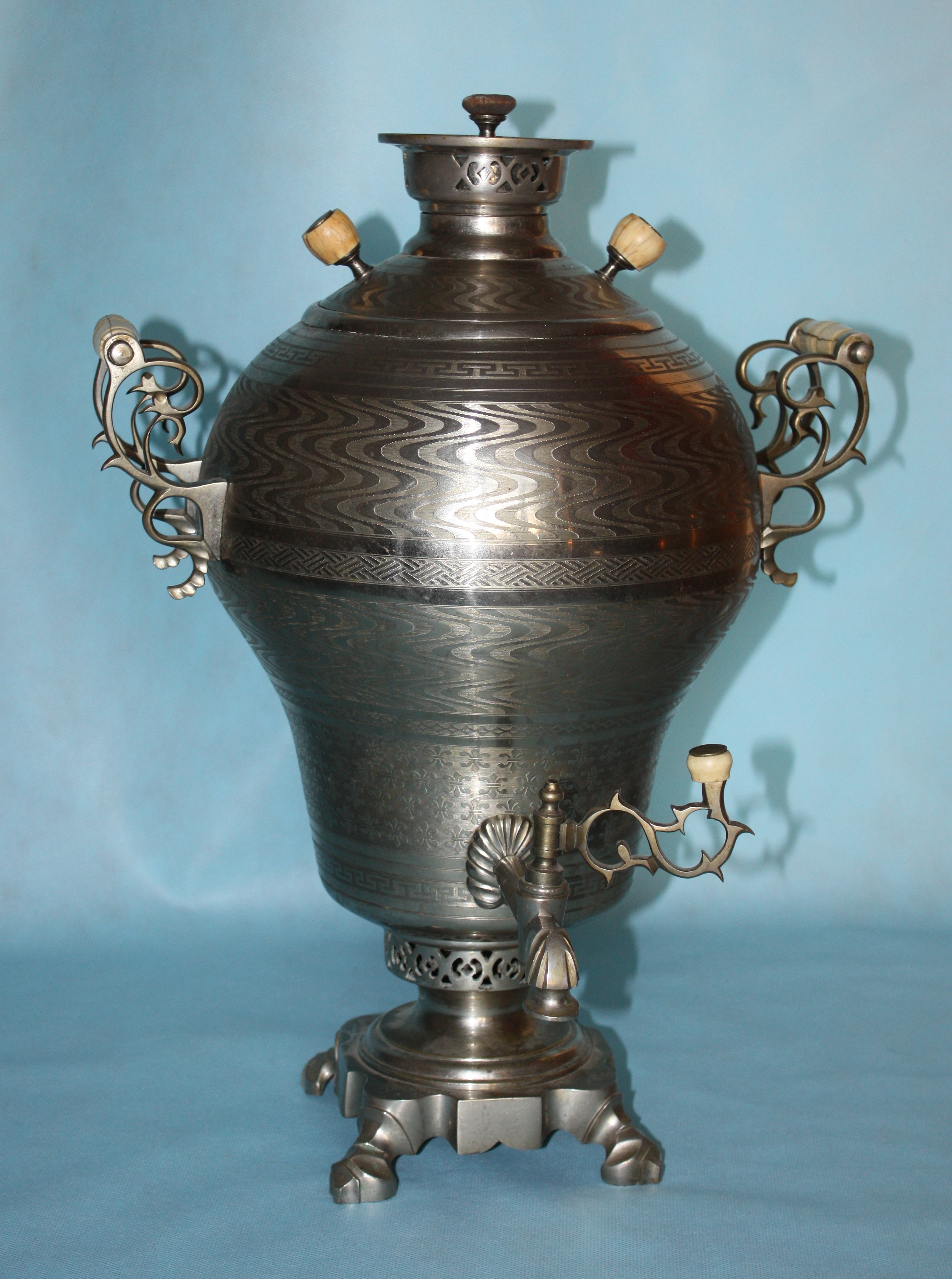
Самовар «Дулей гравированный». Паровая самоварная фабрика наследников П. Н. Фомина в Туле. (1898—1919 гг.)

Самова́р — металлический сосуд для кипячения воды и приготовления чая. Вода в самоваре нагревается внутренней топкой в виде вертикальной трубы, заполняемой древесным углем.
Во второй половине XX века, за счёт широкого распространения электричества и газа, самовары были практически вытеснены из обихода наплитными и электрическими чайниками. Электрические самовары также не смогли составить конкуренцию более удобным и занимающим мало места чайникам.
Самовары стали сувенирной продукцией, одним из символов России, наряду с матрёшкой и балалайкой.

## Классификация самоваров

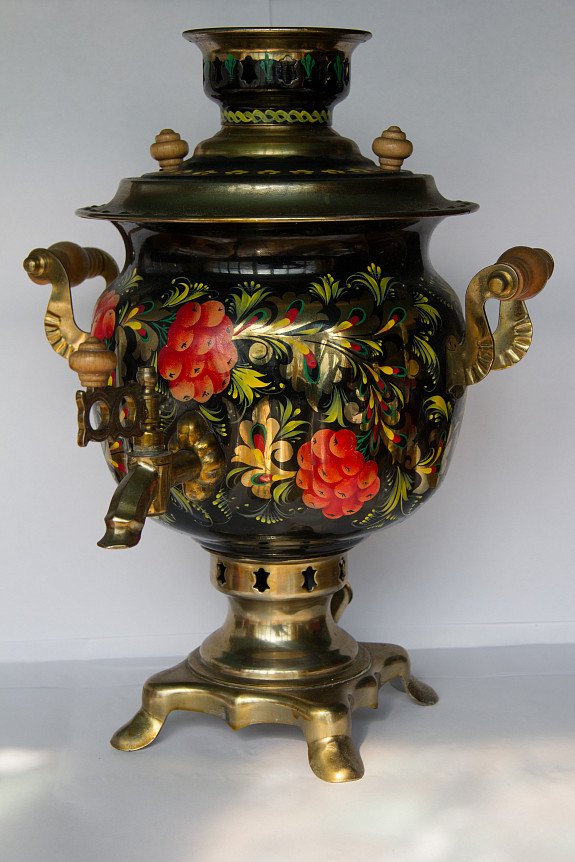
Самовар с росписью

В конце XIX — начале XX века появились новые типы самоваров:
- самовар «Паричко»;
- медные самовары с устройством трубы сбоку (Черниковых);
- керосиновый.

Керосиновые самовары выпускались только в Туле фабрикой, основанной ещё в 1870 году.
Современная классификация[когда?] самоваров подразумевает деление их на следующие типы:
- электрический самовар (нагрев воды происходит при помощи нагревательного элемента);
- жаровой самовар (синонимы: угольный, дровяной);
- комбинированный.

## История

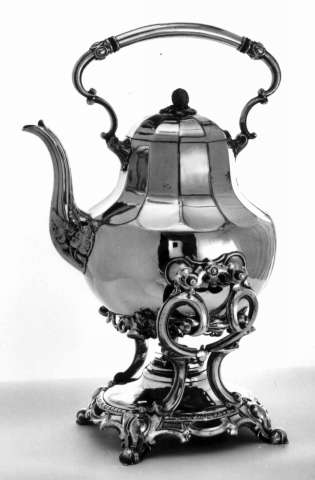
Чайник, в котором подставка-примус сделана в стиле самоварной ножки, 1850 г.

### Древний Восток
Приборы такого типа давно были известны в Китае, они служили именно для приготовления горячей воды. Как китайские, так и японские сосуды для кипячения воды («хого», «цибати») имели все основные конструктивные признаки самовара: объединённые в одной конструкции сосуд для воды, жаровню для углей и трубу, проходящую через сосуд. «Издавна самоварные устройства известны в Иране. На археологических раскопках в Азербайджане (село Дашуст, район Шеки) обнаружены глиняные самовары, возраст которых составляет не менее 3600 лет». Остатки медного самовара были найдены в развалинах поволжского средневекового города (Бельджамен?; ныне — Дубовка). По всей видимости, он был булгарского (домонгольского?) производства. В России горячая вода стала использоваться для чая по мере распространения его потребления, начиная с XVII века.

### Устройства для подогревания напитков вантичности
Любопытны были различные устройства для подогревания напитков. Одно из них, наиболее примечательное — аутепса (греч. αὐθέψης : αὐτός + ἕψω, «само + кипятящий», «само-варящий»). У этого античного самовара в высоком кувшинообразном сосуде имелось две ёмкости: для жидкости и для угля. Раскалённый уголь загружался через специальное боковое отверстие, жидкость же наливалась и выливалась черпаком: крана у аутепсы не было. В жару вместо угля сосуд мог наполняться привозным льдом, и тогда жидкость, наоборот, охлаждалась.
Существовал и более совершенный «самовар»: в средней его части была устроена полость для угля с колосниковой решёткой внизу для удаления золы и доступа воздуха. Между этой полостью и наружными стенками находилась жидкость. Приоткрыв крышку, можно увидеть обе ёмкости — среднюю для угля и периметральную для жидкости. Через специальное расширение сбоку «самовар» заполнялся, здесь же выпускался пар.
Приспособления для подогрева пищи напоминали жаровню: это были ящики с полыми стенками, внутрь закладывались угли, а в полость наливалась жидкость. Такое устройство соединялось с сосудами, установленными на дне.

### В России
Самовары появились в России в XVIII веке вместе с ростом популярности чая, привозимого из Китая.
Первоначально в России самовары начали делать на Урале. В России родиной самоваров считают Тулу (существует даже поговорка «в Тулу со своим самоваром не ездят»), однако исторические факты свидетельствуют о том, что первенство принадлежит Иргинскому заводу (сейчас село Нижнеиргинское). В документах 1740 года впервые упомянут 16-фунтовый медный лужёный самовар, изготовленный на Иргинском заводе. 7 февраля 1740 года на Екатеринбургскую таможню доставили с реки Чусовой, с Курьинской пристани Акинфия Демидова, некоторые изъятые товары, а именно: шесть кадушек меда, шесть кулей орехов да медный самовар с прибором. Пострадавшими в этом деле оказались купцы Иргинского завода. Служащие таможни перевесили мед и орехи, описали изделие: «Самовар медный, лужёный, весом 16 фунтов, заводской собственной работы». Удивления от увиденного таможенники не выказали. Слово «самовар» в документах горнозаводского Урала прежде не встречалось. Первое упоминание о тульском самоваре встречается лишь в 1746 году. Вскоре самоварное производство было налажено и в Суксуне. В то же время бытует мнение об одновременном начале производства самоваров — заводы в Суксуне и Туле принадлежали Демидовым, а перевезти мастеров для Демидовых из одного места в другое не представляло особого труда…
Освоить производство медной утвари Уральским заводам было предписано ещё в 1728 году специальным сенатским указом, благодаря которому на Суксунском заводе началось изготовление медной посуды, а впоследствии и самоваров. Появилась даже особая Суксунская форма самовара — в виде античных амфор с высокоподнятыми изящными ручками. Самовар стал фирменным знаком и символом Суксуна. В начале XIX века на заводе и местными кустарями производилось до 60 000 самоваров в год. Истощение медных месторождений стало причиной остановки медного производства на заводе и едва не привело к утрате самого промысла. Но медники ценили своё ремесло более поздних Демидовых. Так, в середине XIX столетия в Суксуне возникло кустарное производство самоваров и иной медной посуды. Новый хозяин завода И. Г. Каменский взял промысел под своё покровительство, увидев в нём реальную возможность обеспечить прибыль себе и заработок рабочим в условиях затухания заводского производства. Был создан специальный склад, на котором медники покупали за умеренную цену простую красную медь и «медь зелёную» — латунь или даже брали их в кредит. В 1904 году в Суксуне было около 50 самоварных кустарных заведений, изготавливающих более 25 000 самоваров в год.
Первыми исторически зарегистрированными самоварщиками были русские братья Лисицыны Иван Федорович и Назар Федорович. С детства они занимались обработкой металлов на латунном заводе своего отца Федора Ивановича Лисицына. В 1778 году они сделали свой самовар, и в том же году Назар Лисицын зарегистрировал первую в России самоварную фабрику на улице Штыковой, что в Заречье. Основателем этого заведения был их отец, Фёдор Лисицын, который в свободное от работы на оружейном заводе время построил собственную мастерскую и упражнялся в ней работами по меди. Уже в 1803 году на них работали четыре тульских мещанина, семь оружейников, два ямщика, тринадцать крестьян. Всего двадцать шесть человек. Капитал фабрики составлял 3000 рублей, доход — до 1500 рублей. Фабрика в 1823 году перешла к сыну Назара Никите Лисицыну. Самовары Лисицыных славились разнообразием форм и отделок: бочонки, вазы с чеканкой и гравировкой, самовары яйцевидной формы, с кранами в виде дельфина, с петлеобразными ручками.
Самоварное производство оказалось весьма прибыльным. Кустари быстро превращались в фабрикантов, мастерские — в фабрики. В 1785 году было открыто самоварное заведение А. М. Морозова, в 1787 году — Ф. М. Попова, в 1796 году — Михаила Медведева. В 1808 году в Туле работало восемь самоварных фабрик. В 1812 году открывается фабрика Василия Ломова, в 1813 году — Андрея Курашева, в 1815 году — Егора Черникова, в 1820 году — Степана Киселёва. Василий Ломов вместе со своим братом Иваном выпускали самовары высокого качества, по 1000—1200 штук в год, и получили большую известность. Самовары тогда продавались на вес и стоили: из латуни — 64 рубля за пуд, из красной меди — 90 рублей за пуд. В 1826 году фабрика купцов Ломовых выпускала за год 2372 самовара, Никиты Лисицына — 320 штук, братьев Черниковых — 600 штук, Курашева — 200 штук, мещанина Маликова — 105 штук, оружейников Минаева — 128 штук и Чигинского — 318 штук. В первой половине XIX века стали производить изделия из заменителей серебра, которые нашли массовый сбыт и в кругах среднего по достатку городского населения — буржуазии, чиновничества, разночинной интеллигенции, и в семьях дворян.
Для изготовления предмета накладного серебра брались две небольшие пластины одинакового размера — медная, более толстая, и серебряная, значительно тоньше, которые пересыпались порошком буры, накладывались одна на другую и закреплялись неподвижно, после чего накаливались докрасна. При этом бура, плавясь, вызывала размягчение серебра, которое плотно приставало к меди. Полученную медную пластинку, покрытую серебром с одной или с двух сторон, не давая ей остыть, подвергали прокатке между двумя вальцами. Отдельно изготовленные части спаивались, а украшения напаивались из штампованных накладок.
К 1840-м годам в Россию приходит мода на так называемое «второе рококо», для которого характерна богатая пышная орнаментация. Основание, ручки, верх тулова и края оформлены бордюрами из стилизованных затейливых растительных завитков и цветов. Самовар имеет двойной поднос, оформленный также очень нарядно.
Открытие Якоби принципа гальванопокрытия приводит в 1880—1890 годах к широкому распространению никелировки, которая подражала более дорогим изделиям из серебра, а также удешевляла продукцию.

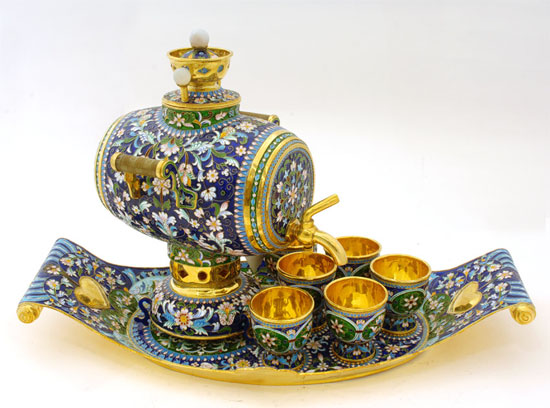
Самовар с чашками на подносе, конец XIX века

В 1850 году в Туле было двадцать восемь самоварных фабрик, которые выпускали около ста двадцати тысяч штук самоваров в год и множество других медных изделий. Так, фабрика Я. В. Лялина вырабатывала в год более десяти тысяч штук самоваров, фабрики И. В. Ломова, Рудакова, братьев Баташевых — по семи тысяч штук каждая.
К концу XIX века формы самоваров становятся более массивными, тяжёлыми, зачастую грубоватыми.

### Фабрика Капырзина
Тульский купец второй гильдии Иван Фёдорович Капырзин родился в 1849 году. Свою самоварную фабрику он открыл в 1885 году, на углу улиц Протопоповской и Логачевской (ныне Плеханова и Степанова).
Фабрика Капырзина была небольшой, в 1890 году здесь работали около двадцати человек и выпускали около ста видов самоваров. Среди них — разнообразные вазы «рококо», «ренессанс», самовары варительные, разборные (дорожные), магазинные и других типов. Выпускали рукомойники, кофейники, резервуары для воды. Делали водогреи из листовой латуни, меди, томпака, белого металла, мельхиора, серебра, иногда золотили. Ручки и самоварные шишки (хватки) на простых самоварах изготовляли из орехового или яблоневого дерева, на парадных, подарочных изделиях для знати, царских особ — из слоновой кости.
На фабрике были устроены токарный, чистильный цех, лудильное отделение, сарай с соломой, чтобы укладывать самовары в ящики для транспортировки и продажи.
В начале XX века почти на каждой фабрике происходили волнения рабочих. Из-за этого в 1903—1905 годах фабрика понесла большие убытки, но в 1907 году самоварному королю Капырзину удалось поднять оборот фабрики до 60 тысяч рублей в год. Вершиной карьеры Капырзина стало избрание его в 1909 году членом Городской думы. К 1912 году фабрика представляла собой хорошо оснащённое производство. На ней работало 98 человек и выпускалось 60 тысяч самоваров в год.
У Капырзина было четыре сына и четыре дочери. Сыновья Павел, Иван, Сергей и Николай очень рано стали помогать отцу. В 1913 году, после смерти Ивана Фёдоровича, фабрика перешла к ним. Наследники решили не дробить производство и заключили союз. Так появилось товарищество «Самоварная фабрика наследников И. Ф. Капырзина», во главе которой стояли старшие сыновья Павел Иванович и Иван Иванович. После смерти отца семейства на голову потомков посыпались несчастья. В Первой мировой войне в Восточной Пруссии был убит 28-летний Николай Капырзин. Тело его привезли в Тулу и захоронили на Дмитровском кладбище в Чулкове. Сохранилось надгробие с эпитафией: «Родился, учился, а жить не пришлось». А в 1917 году был арестован и расстрелян 34-летний Иван Капырзин.
В годы войны фабрика выпускала военное оборудование: проволоку, лопаты, противогазы и коробки к ним, другое снаряжение. А с 1917 года фабрика становится Торговым домом под названием «Товарищество фабрики наследников И. Ф. Капырзина и Ко в Туле». Ещё через четыре года фабрику национализировали и по постановлению общего собрания рабочих дали ей название «Первая самоварная фабрика имени В. Ленина»,
13 января 1923 года газета «Коммунар» писала: «На днях самоварная фабрика им. Ленина, бывшая Капырзина, получила заказ от редакции московской газеты „Правда“ на изготовление самовара ёмкостью полтора ведра с портретом Ленина». По тем временам для фабрики это была огромная честь. Портрет Владимира Ильича изготовлял один из лучших тульских гравёров. Тогда производством чудо-самовара заинтересовались за рубежом. Тулу посетил представитель германских торговых кругов, занявшийся вопросом экспорта самоваров в Германию.

### Фабрика Тейле
Рейндгольд Эрдман Тейле приехал в Тулу в 1860-х годах из Пруссии. В 1870 году он открыл небольшую самоварную фабрику. В 1874 году фабрика стала паровой, через пять лет на фабрике уже были два паровых двигателя, в 24 и 36 лошадиных сил. Основной продукт фабрики — самоварные детали, запчасти. В дальнейшем Рейнгольд Тейле женился на Берте Данневитц, уроженке Пруссии.
В 1879 году Рейнгольд подаёт прошение в департамент торговли и мануфактур на утверждение образца клейма, которое он намеревается накладывать на свои самовары. Фабрика развивалась и приносила хороший доход, в 1883 году на ней работало 50 человек и было произведено товаров на 75 000 рублей. Фабрика выпускала не только самовары разных сортов, но и другие хозяйственные товары.
В середине 1880-х годов фабрика Тейле сгорела дотла. Хозяин восстановил её, но объёмы производства упали. Теперь фабрика принадлежала Берте Густавовне Тейле. Скоро случился ещё один пожар, который сделал положение ещё хуже. После пожара и ремонта Р. Тейле продал её в 1891 году Александру Степановичу Баташеву, сам поступил к нему управляющим.
Фабрика и «Торговый дом Берты Густавовны Тейле с сыновьями» была национализирована 31 марта 1919 года.

### Появление самоваров на жидком топливе
В конце XIX — начале XX века появляются новые типы самоваров — керосиновый, самовар «Паричко» и медные самовары фабрики Черниковых с устройством трубы сбоку. В последних самоварах подобное устройство усиливало движение воздуха и способствовало быстрейшему закипанию воды.
Самовары керосиновые с резервуаром для топлива выпускала (наряду с жаровыми) основанная в 1870 году фабрика русского подданного Рейнгольда Тейле, и делали их только в Туле. Этот самовар нашёл большой спрос там, где был дёшев керосин, особенно на Кавказе. Керосиновые самовары продавались и за границей.
В 1908 году небольшая паровая фабрика товарищества братьев Шахдат и К° выпустила самовар со съёмным кувшином — самовар «Паричко» (по фамилии изобретателя). Его изобрёл российский инженер Альфонс Юлианович Паричко (г. Радом, Царство Польское), который продал свой патент в конце января 1899 г. товариществу братьев Шахдат и К°. Эти самовары были безопасны в пожарном отношении, не могли распаяться или испортиться, как обычные самовары, если при топке в них не оказывалось воды. Благодаря устройству верхнего поддувала и возможности регулировать тягу вода в них долго оставалась горячей. И чистить их было удобно. Работали они на угле, спирте и другом топливе. Газета «Тульская молва» за 1908 год писала о самоварах «Паричко» как о выдающемся изобретении, как о хорошем подарке к празднику. Самовар, хранящийся в музее, клеймо: «Самовар „Паричко“. Единственное в мире производство паровой самоварной фабрики товарищества братьев Шахдат и К°». Производство этого самовара продолжалось лишь 4 года и закончилось с банкротством предприятия.

### После революции
It needs but one to make a star,
Or light a Russian samovar.
One to start a funeral pyre,
One to cleanse a world by fire.
Революция 1917 года внесла свои коррективы. В 1918 году происходит национализация самоварных предприятий. В 1919 году в Туле образуется государственное объединение самоварных фабрик. В 1922 г. производство самоваров организуется на Первом государственном меднообрабатывающим заводе в г. Кольчугино (ныне ЗАО ТД Кольчуг-Мицар).

### Послевоенные годы
Ещё в 1937 году Тульский патронный завод был разделён, выделенное производство стало называться заводом «Штамп». После войны это был единственный завод в Туле, который выпускал самовары. С 1956 года завод «Штамп» начал выпускать электрические самовары. Также продолжали выпускаться самовары в Суксуне.

### Позднесоветская эпоха

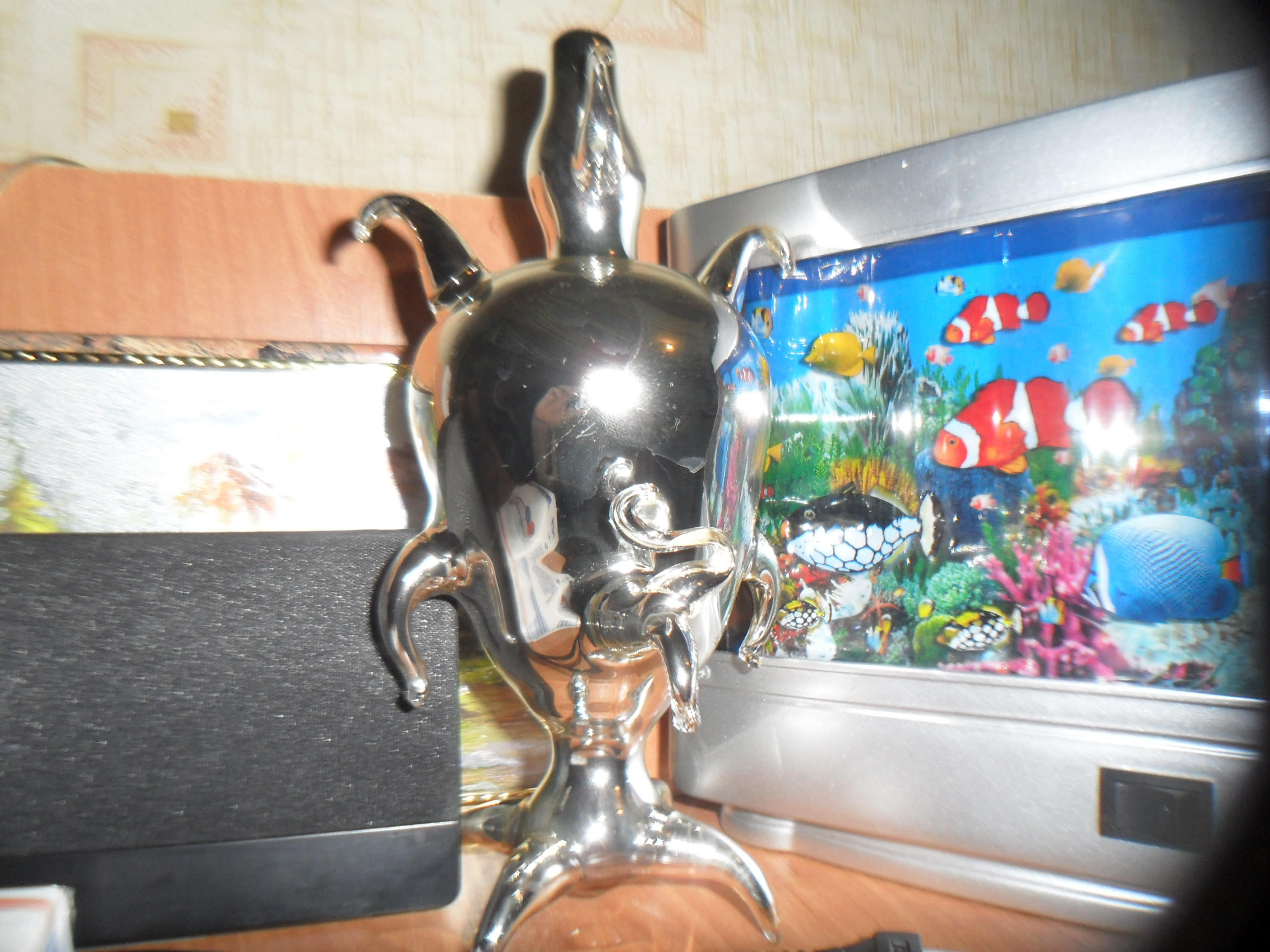
Сувенирный самовар

В 1964 году на заводе «Штамп» начали выпускать самовары-сувениры «Ясная поляна». В настоящий момент в «Штампе» действует заводской музей самоваров, в котором более четырёхсот экспонатов.
В связи с массовой газификацией жилых домов самовары стали постепенно выходить из употребления. В первую очередь популярность потеряли жаровые самовары, электрические же продолжали массово использоваться.

### Современность

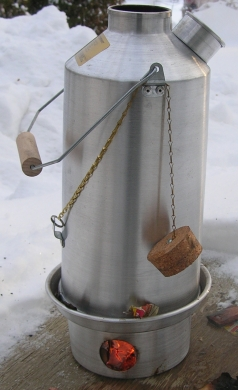
Современный походный чайник-самовар

В 1990 году в Туле на Менделеевской улице у стен Кремля был открыт музей «Тульские самовары».
В 2007 году в городе Касимов Рязанской области открылся частный музей «Русский самовар». Музей насчитывает около 280 экспонатов. В сентябре того же года музейная выставка самоваров открылась и в г. Городце Нижегородской области (более 400 экспонатов от местного коллекционера Н. Ф. Полякова).
С середины 1990-х годов массово выходят из употребления электрические самовары, вытесненные дешёвыми бытовыми электрочайниками с функцией автоматического выключения после закипания воды, в основном китайского производства. В настоящее время выпускаются электросамовары с автоматическим отключением.
С 2005 года при тульском патронном заводе вновь создан участок производства самоваров. Участок ориентирован на штучный выпуск жаровых самоваров в авторском эксклюзивном исполнении, с соблюдением ремесленных традиций. Самовары выпускаются в виде комплекта с подносом и трубой.

## Устройство жарового самовара

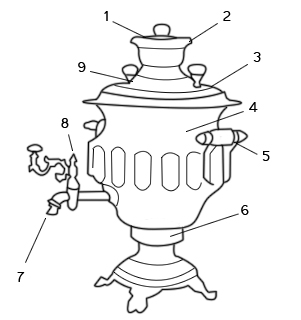
Детали самовара:
1 — заглушка; 2 — конфорка; 3 — крышка; 4 — тулово; 5 — ручка-валик; 6 — поддувало; 7 — носик; 8 — конусный кран; 9 — ручки-«шишки»

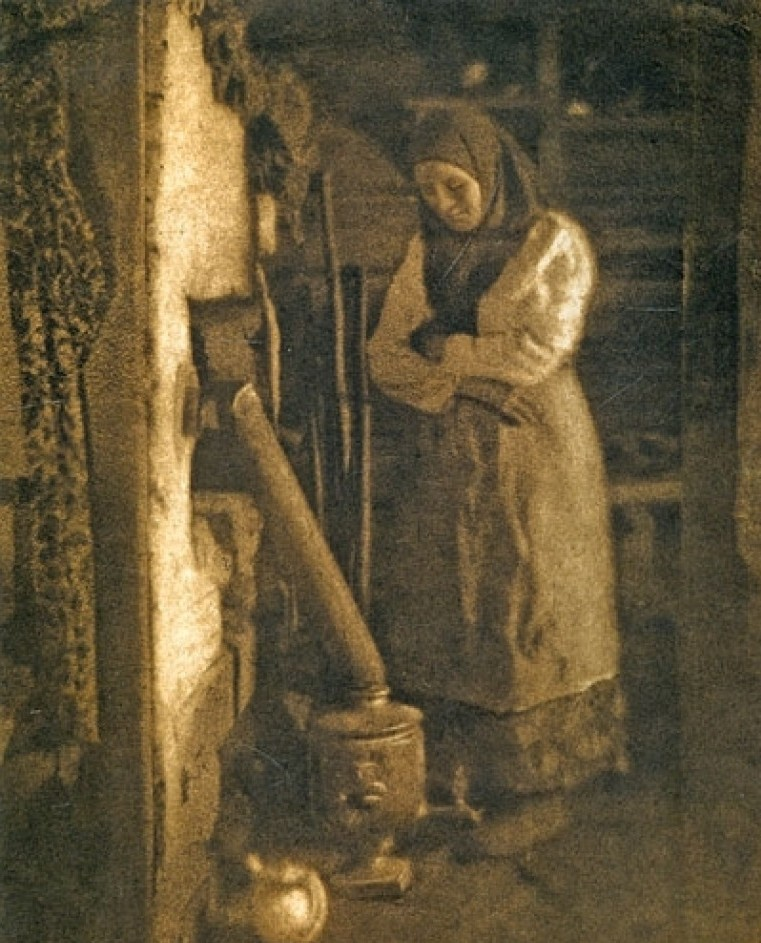
Труба-дымоход для самовара обычно изготавливалась Г-образной для установки в специальное предусмотренное для этого отверстие в дымоходе русской печи

Несмотря на разнообразие форм, устроены самовары одинаково.
Каждый самовар состоит из нижеперечисленных частей:
- Тулово (основная часть самовара, куда наливается вода для кипячения);
- Ручки (металлическая арматура для переноски самовара; бывают различных форм);
- Валик (деталь, за которую берутся при переноске самовара);
- Кувшин (трубчатая топка в самоваре, куда кладётся топливо: сосновые шишки, ветки, щепки, угли);
- Конфорка (приспособление для установки заварочного чайника и для осуществления тока воздуха, если конфорка закрыта крышкой);
- Тушилка (колпачок, закрывающий кувшин);
- Круг (литое кольцо, которое находится на верхней части тулова);
- Крышка;
- Шишки / хватки (детали на крышке самовара и тушилке, необходимые, чтобы безопасно снимать / надевать их);
- Подшишки (металлические проставки под шишками / хватками);
- Гвозди (металлические детали со шляпкой и резьбой, крепящие хватки);
- Малинки (металлические гайки, которыми фиксируются гвозди);
- Душничок / паровичок / отдушник (деталь на крышке самовара, прикрывающая отверстие для выпускания пара);
- Шейка (низ самовара);
- Поддон (основание самовара);
- Репеёк (фигурная пластина, прикрепляемая к стенке самовара, в которую врезается кран);
- Конусный кран;
- Верток (ручка крана, которая может иметь различную форму; преобладают «решётка» и «ветка»);
- Донышко;
- Колосник;
- Зольник (лючок в нижней части самовара, предназначенный для удаления золы из-под колосника).

## Самовар в искусстве
Будучи неизменным составляющим городского быта XIX и начала XX веков, самовар упоминается едва ли не в каждом значительном произведении русских писателей той поры. Без самовара не обходится ни одна сцена семейного чаепития.

Смеркалось; на столе, блистая,
Шипел вечерний самовар,
Китайский чайник нагревая;— А. С. Пушкин. Евгений Онегин
Отношение к самовару у большинства авторов очень тёплое, он является для них символом домашнего уюта, семейного очага. «Но и в комнатке Алексея Степановича, когда засветился в ней яркий огонек и запел начищенный к празднику самовар, стало весело и уютно» — читаем мы у Л. Н. Андреева. «Сидела бы я в маленькой комнатке нашей, у самовара, вместе с нашими; было бы так тепло, хорошо, знакомо» — такими словами вспоминает Варвара Алексеевна из «Бедных людей» Ф. М. Достоевского свою разлуку с домом. Даже звук, издаваемый самоваром, кажется приятным и привлекательным: «Тонким уютным голоском поёт самовар» (А. Н. Толстой), «… самовар тихо напевал свою воркующую песенку» (Ф. А. Соллогуб), «…уютно шумел горячий самовар» (Н. Г. Гарин-Михайловский).
Самовар также может выступать в качестве символа чего-то истинно русского, национального. «Хлестаков, а не Яго — вот кто истинный наш представитель, и, думается мне, как в литературе, так и в мире он представляет собой нечто единственное, вроде самовара: существуют на свете кофейники и тей-машины, а настоящий самовар есть только у нас» — пишет Л. Н. Андреев в очерке «Москва. Мелочи жизни» (1901—1902).
Самовар был не только востребованным, но и дорогостоящим предметом быта, и тема кражи самовара возникает во многих произведениях. «Ну, не дурак ли этот Вафля! До сих пор со стола не убрал! Ведь самовар украсть могут…» — сетует Юля в пьесе «Леший» А. П. Чехова. У Л. Н. Толстого в «Воскресении» полковник рассказывает про «поразительный случай воровства серебряного самовара». Кража самовара упоминается у многих писателей-сатириков.
В детской литературе самовар обычно персонифицирован, он мудрый и добродушный, приглашает отведать чаю (С. Г. Писахов. «Самоварова семья», К. И. Чуковский «Федорино горе»), но отказывает «лежебокам» (Д. Хармс «Иван Иваныч Самовар»).
Самовар можно увидеть в многочисленных произведениях русской жанровой живописи. Следует особо упомянуть Б. М. Кустодиева, создавшего целую галерею полотен, изображающих чаепитие у самовара: «На террасе» (1906), «Чаепитие» (1913), «Купчиха за чаем» (1918), «Купчиха на балконе» (1920), «Купчиха, пьющая чай» (1923), «Осень в провинции. Чаепитие» (1926) и др. Среди других известных картин произведения В. Г. Перова «Чаепитие в Мытищах, близ Москвы» (1862), К. А. Коровина «За чайным столом» (1888), К. Е. Маковского «За чаем» (1914), К. С. Петрова-Водкина «За самоваром» (1926), В. Ф. Стожарова «У самовара» (1956). Нередко можно встретить самовар в натюрмортах (например, у П. П. Кончаловского — Натюрморт. Самовар (1917)), в том числе и у современных художников.

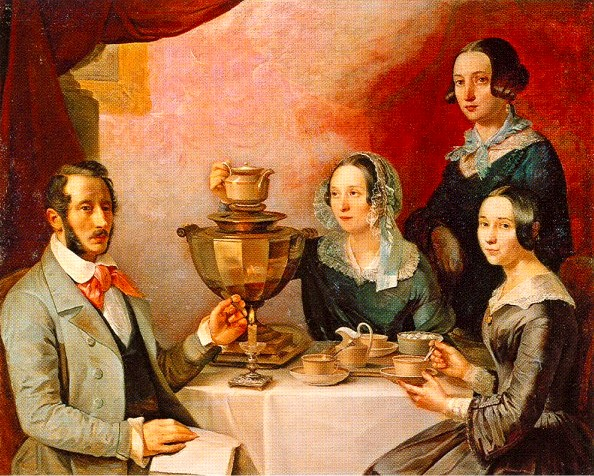
Т. Е. Мягков. «Семейство за чайным столом». 1844
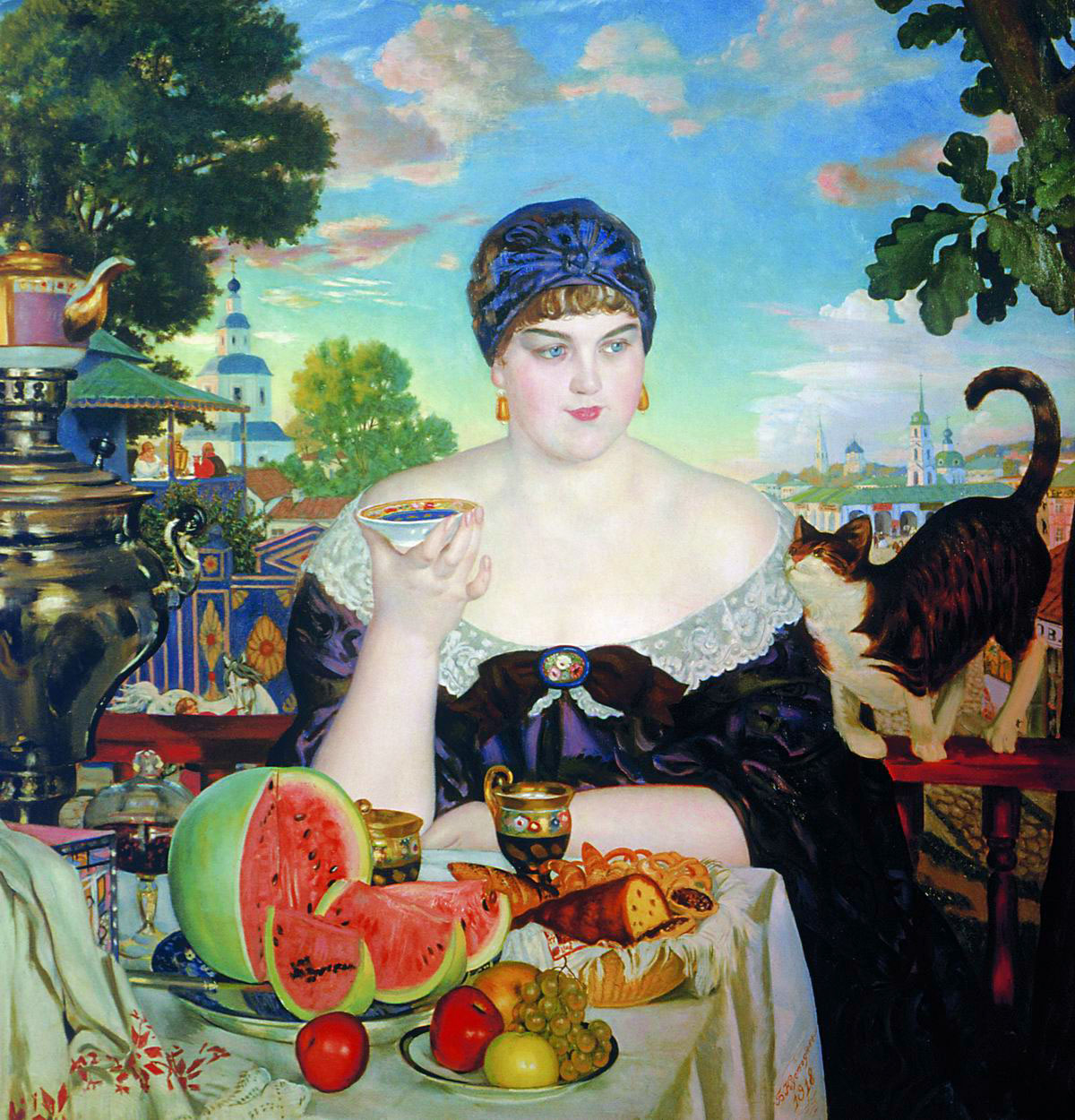
Б. М. Кустодиев. «Купчиха за чаем». 1918
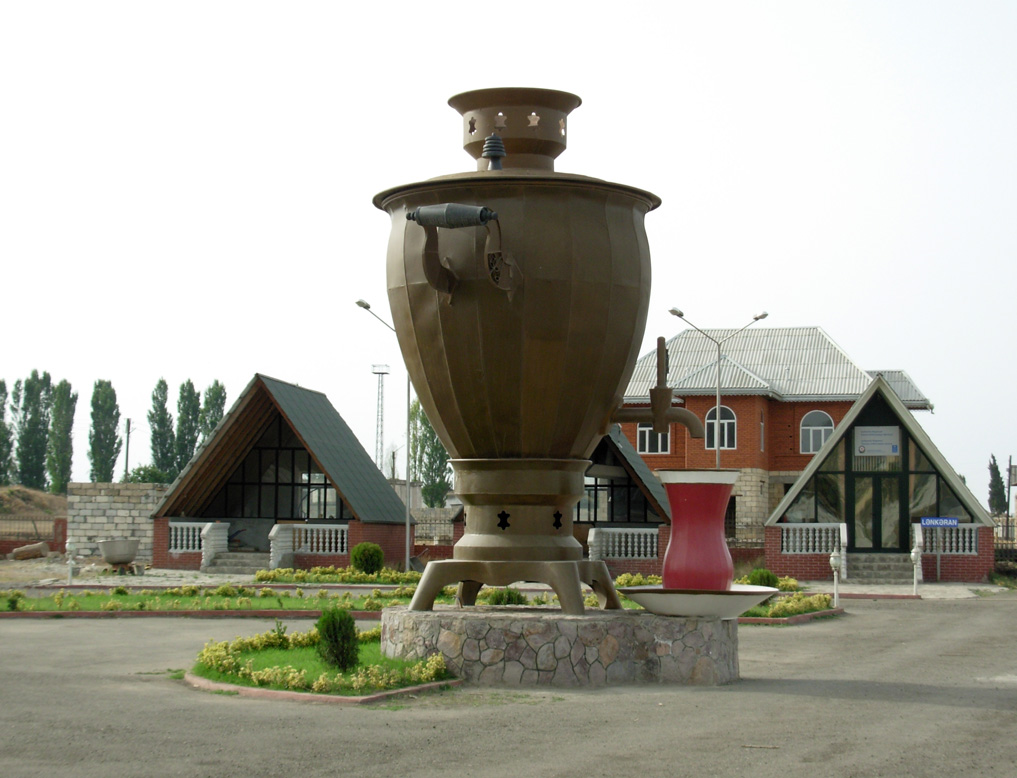
памятник самовару в Ленкоране, Азербайджан
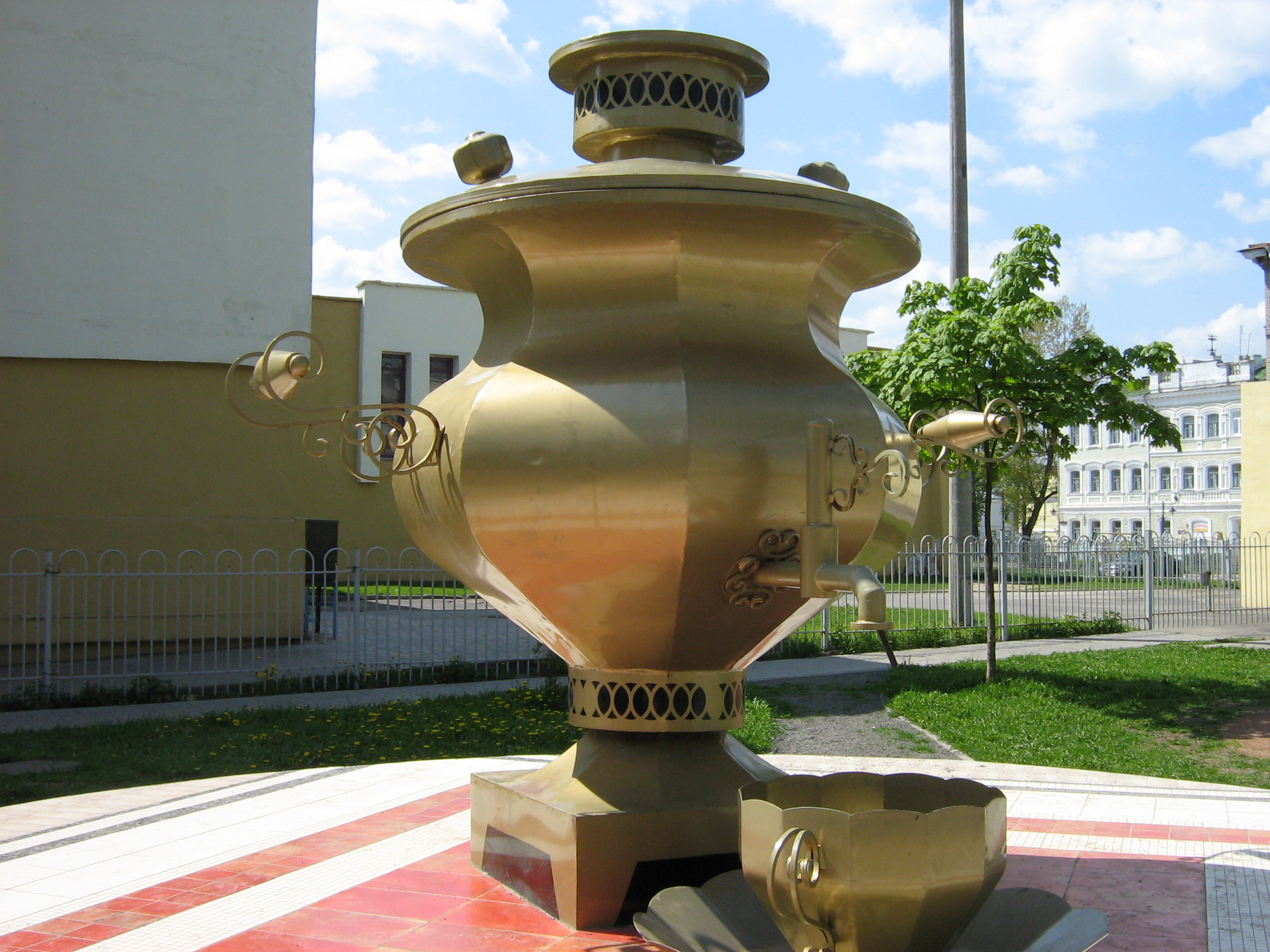
памятник самовару в Туле

## На почтовых марках

Русские самовары на марках СССР
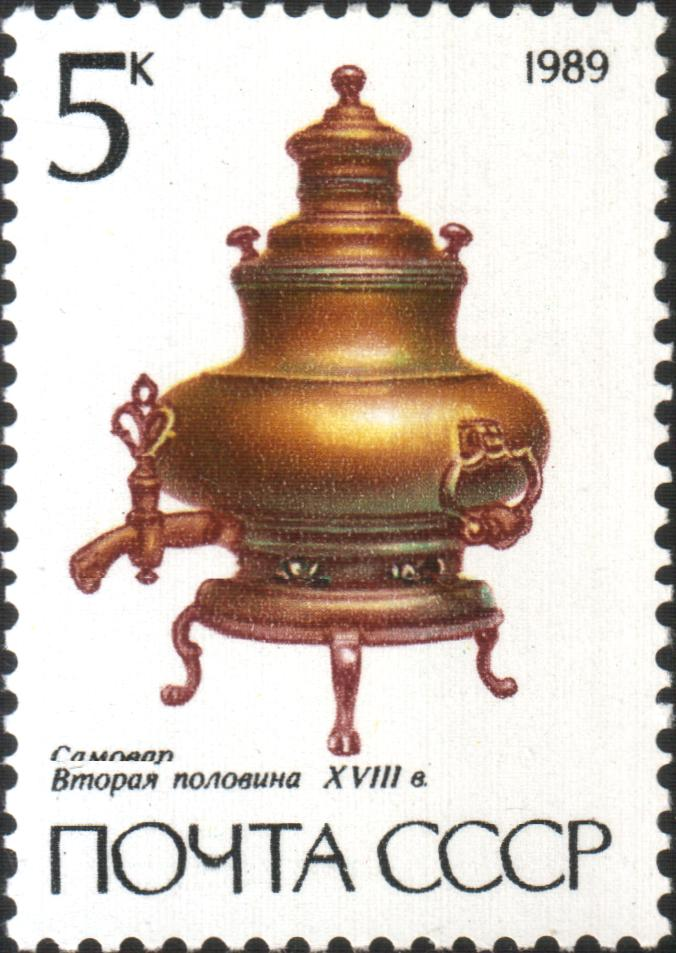
Самовар в форме груши, 1989 год
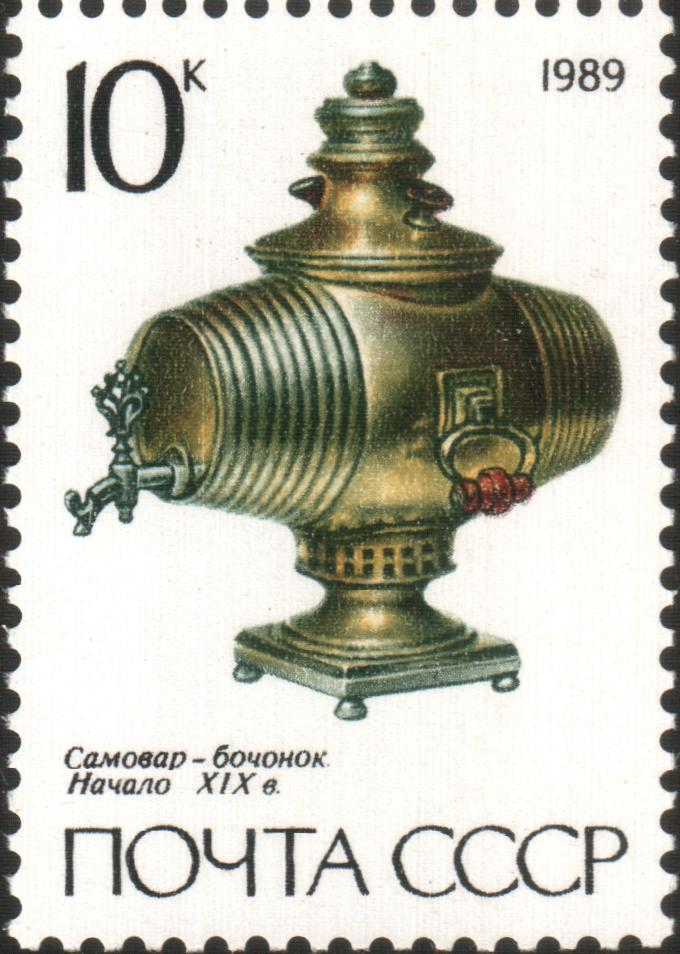
Самовар-бочонок, 1989 год
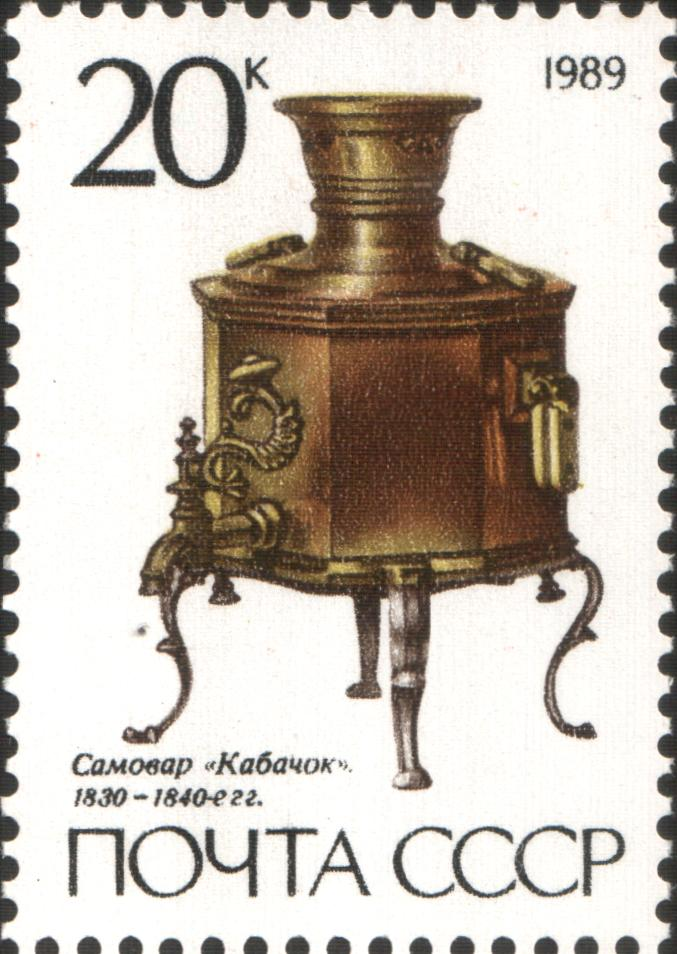
Самовар-кабачок, 1989 год
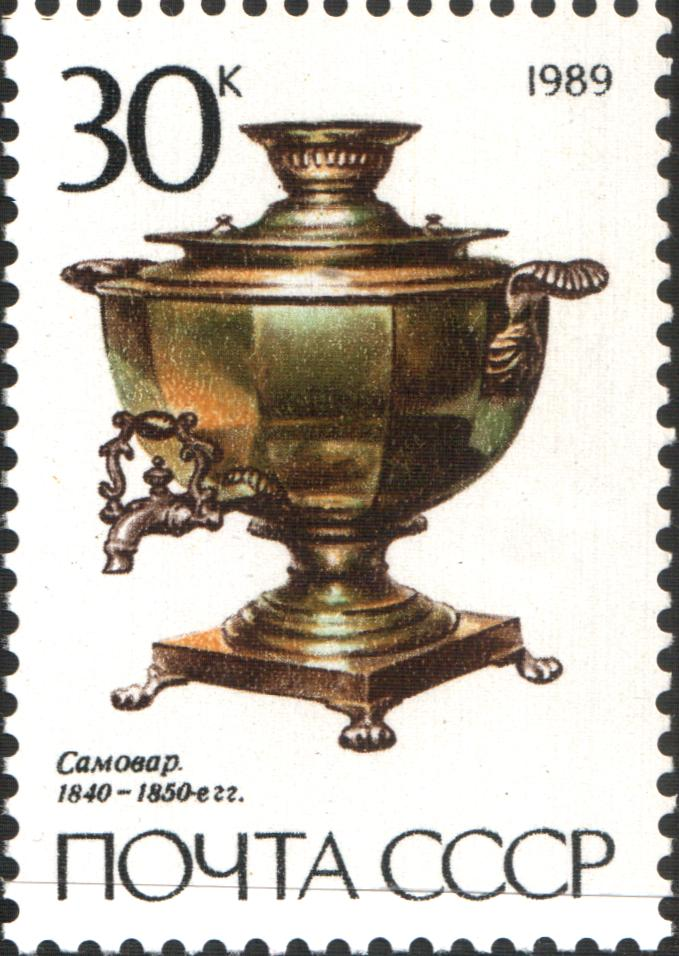
Самовар в виде классической вазы, 1989 год

## Фотографии

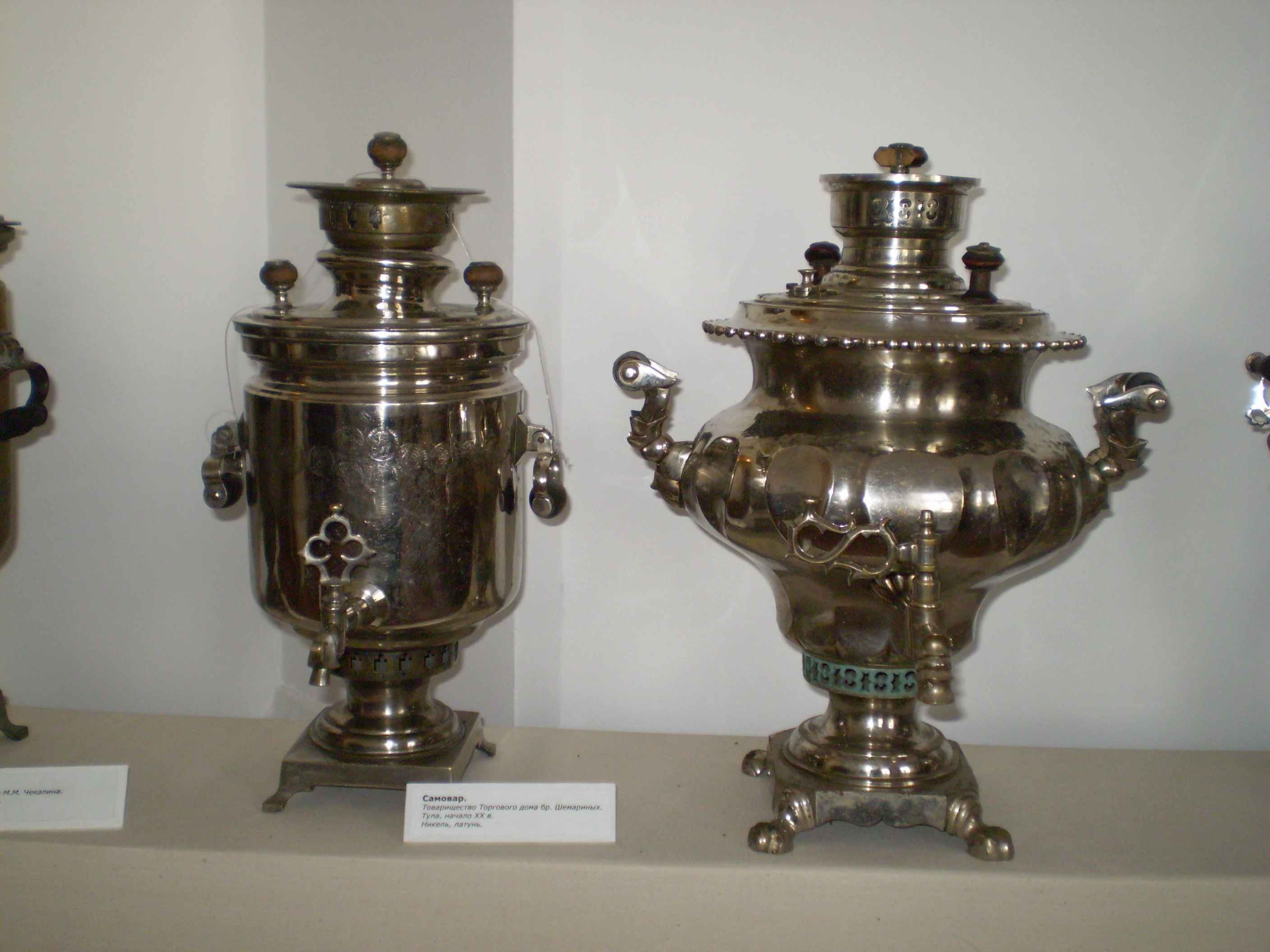
Тульские самовары начала XX века
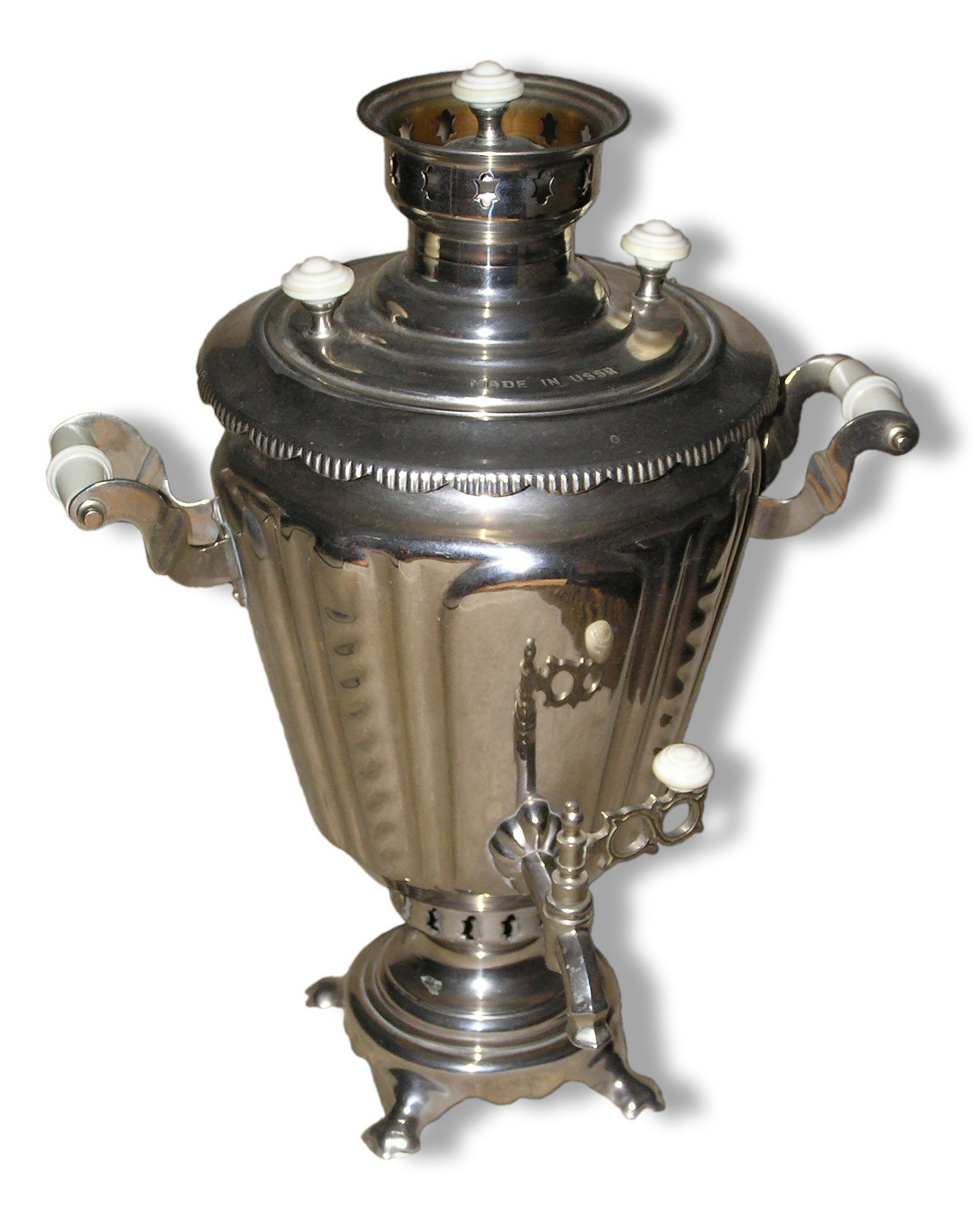
Металлический самовар советского производства
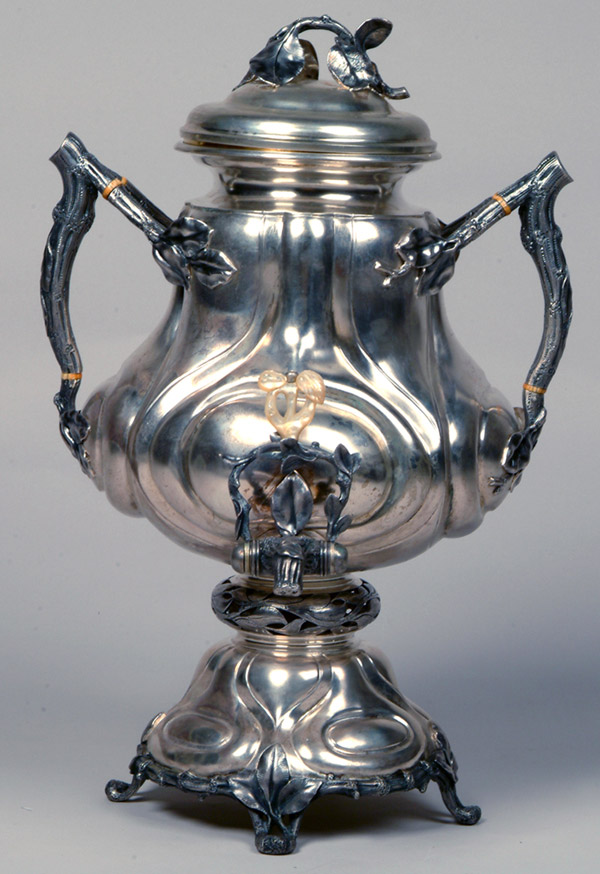
Серебряный самовар XIX века, подаренный Никсону Брежневым
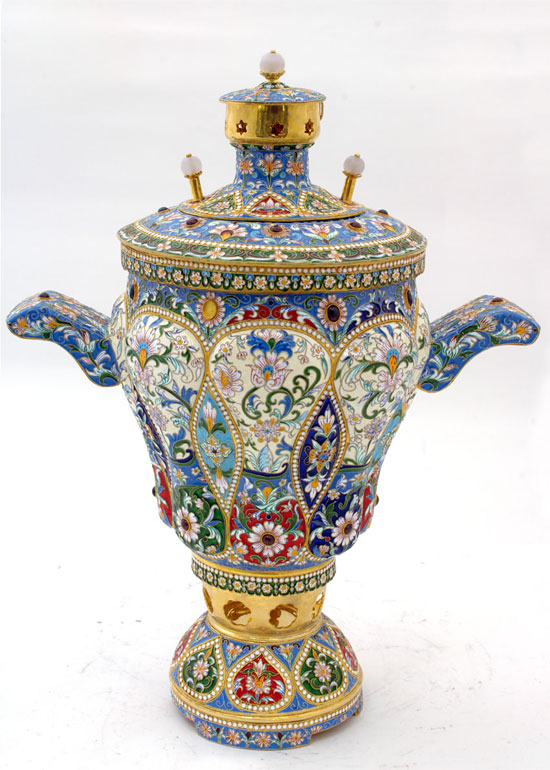
Золочёный самовар из серебра с эмалевыми украшениями, конец XIX века
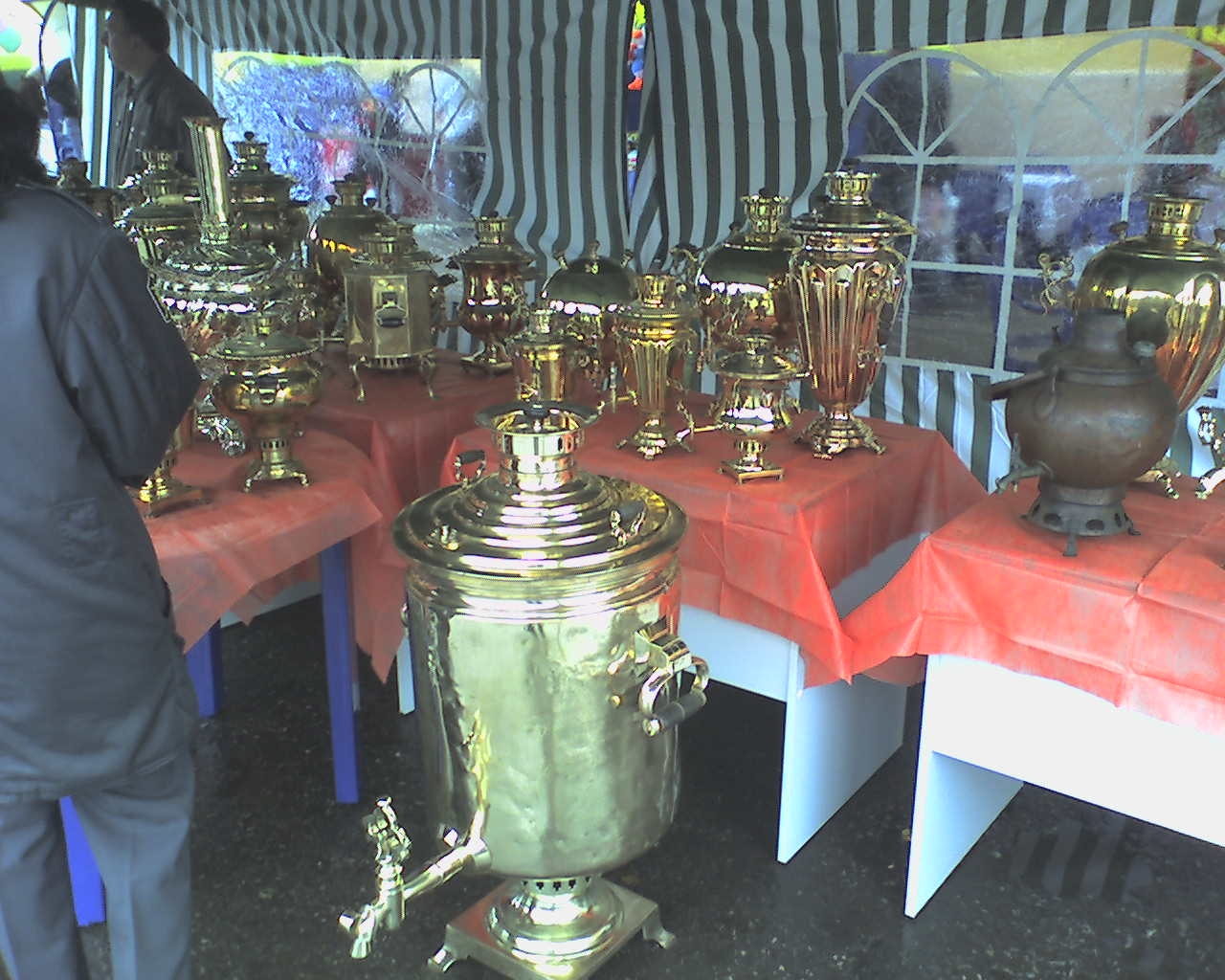
Старинные русские самовары
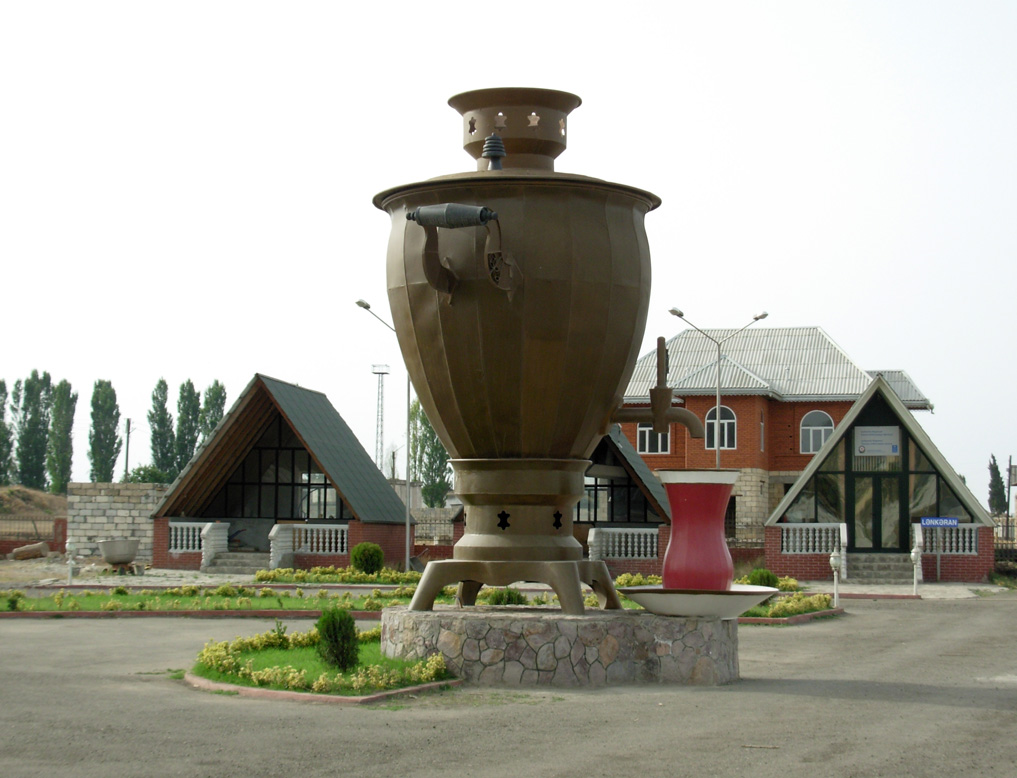
Памятник самовару в Ленкорани
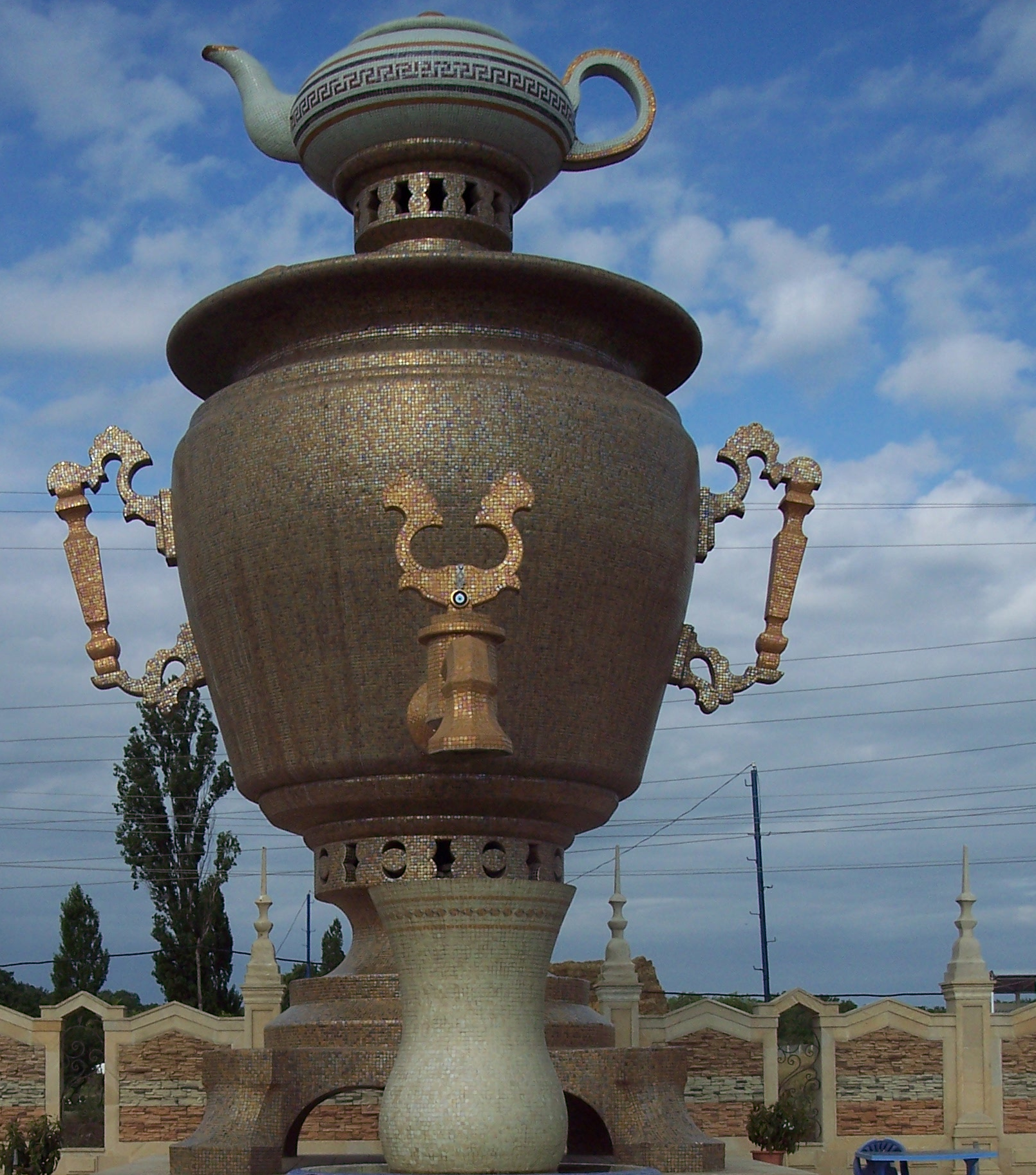
Памятник самовару в городе Хачмаз, Азербайджан
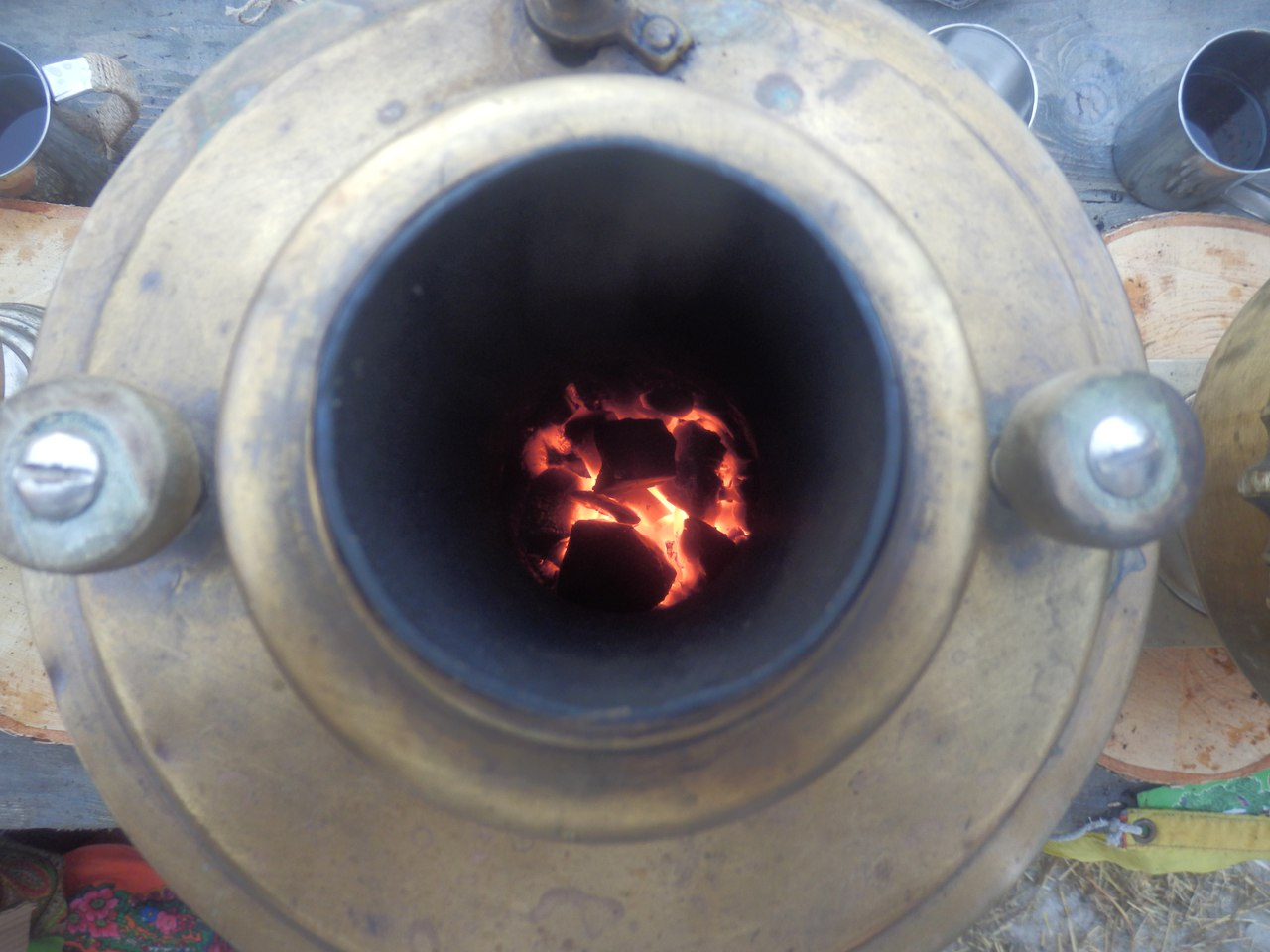
Вид сверху в топящийся самовар
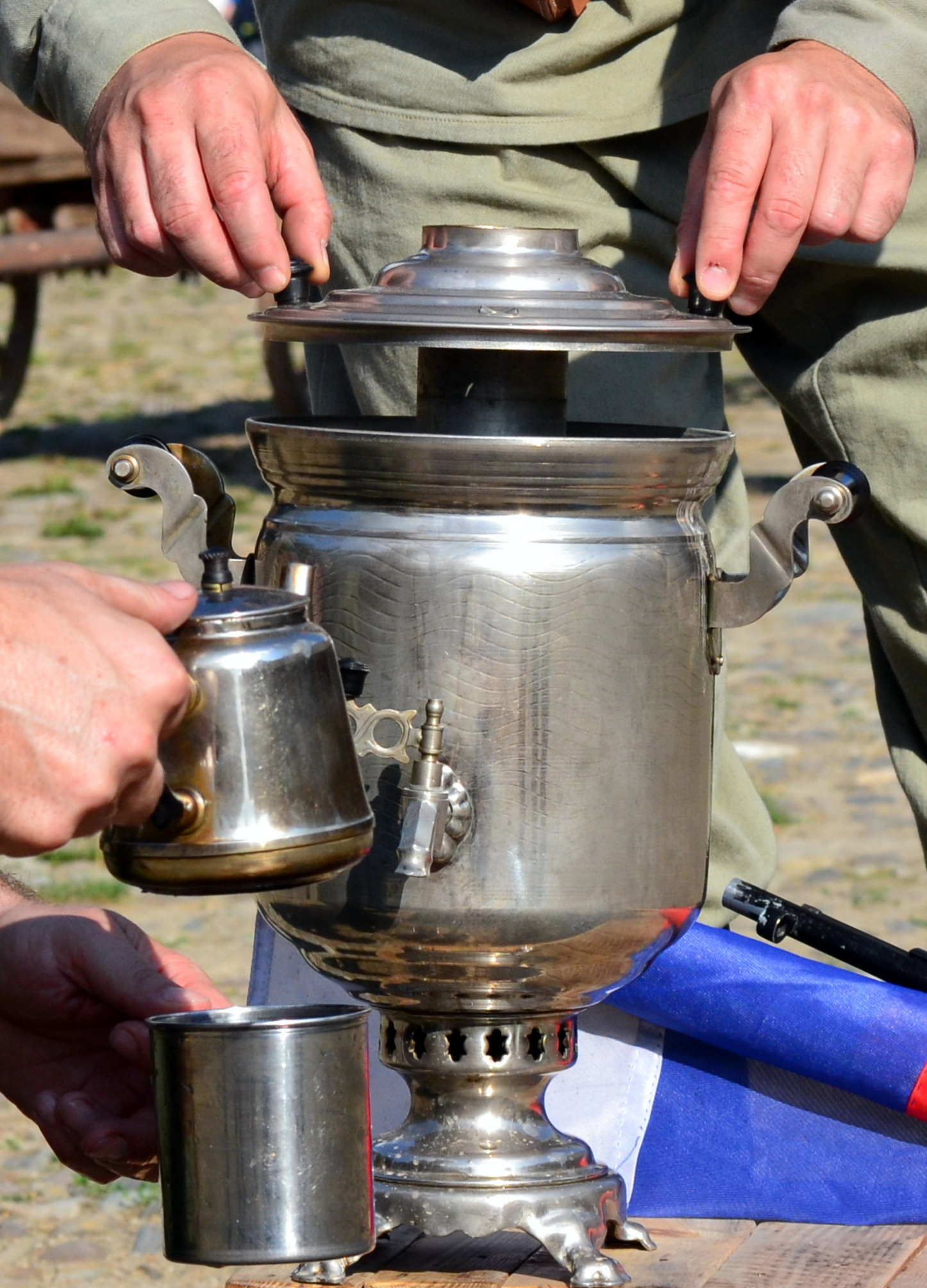
Снятие крышки самовара
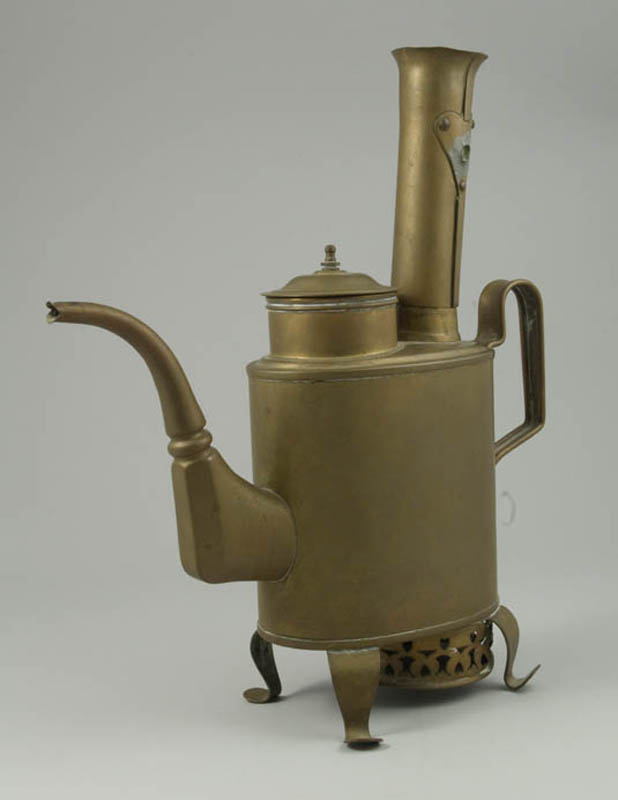
Самовар-кофеварка, США
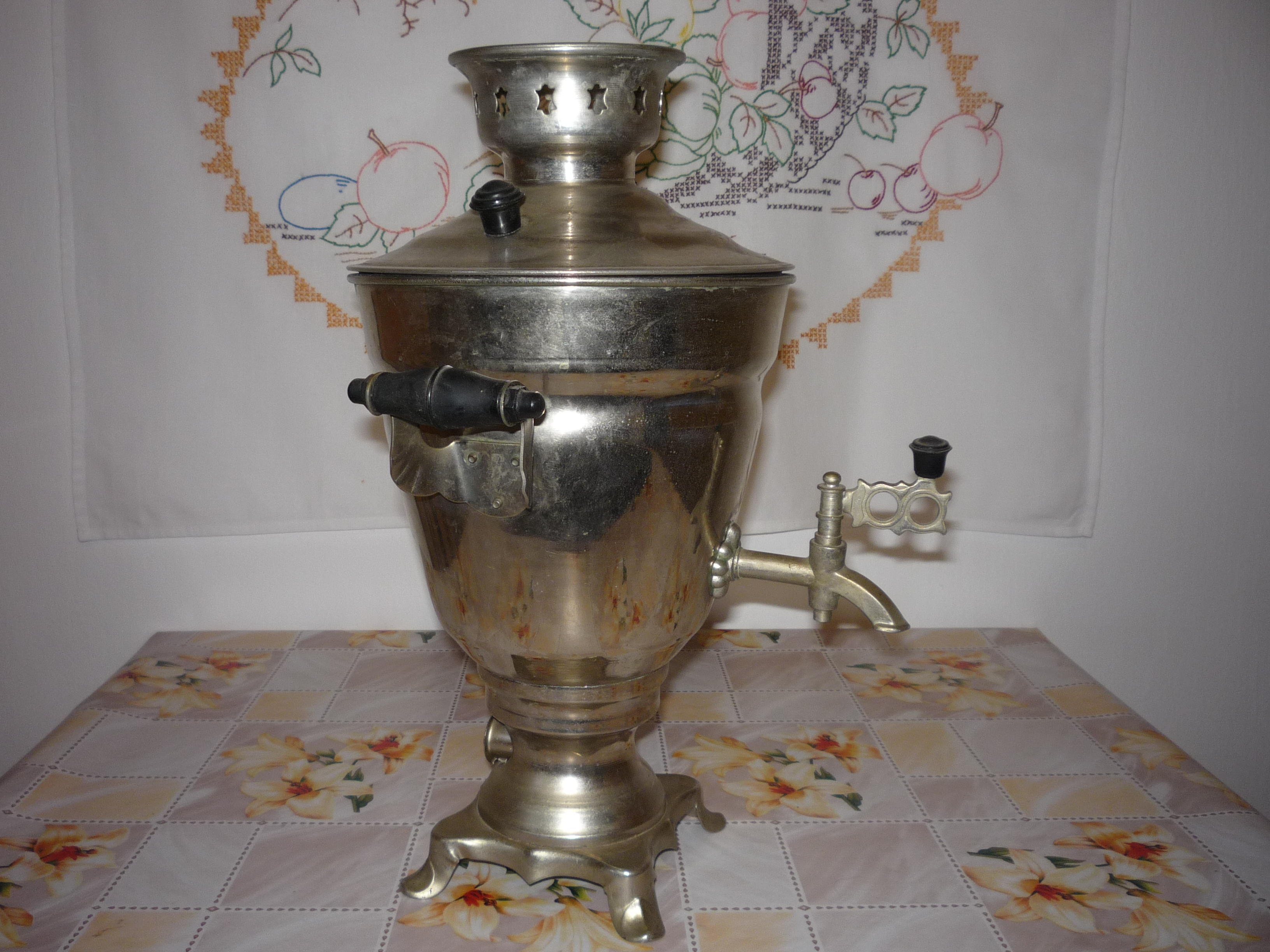
Электрический самовар
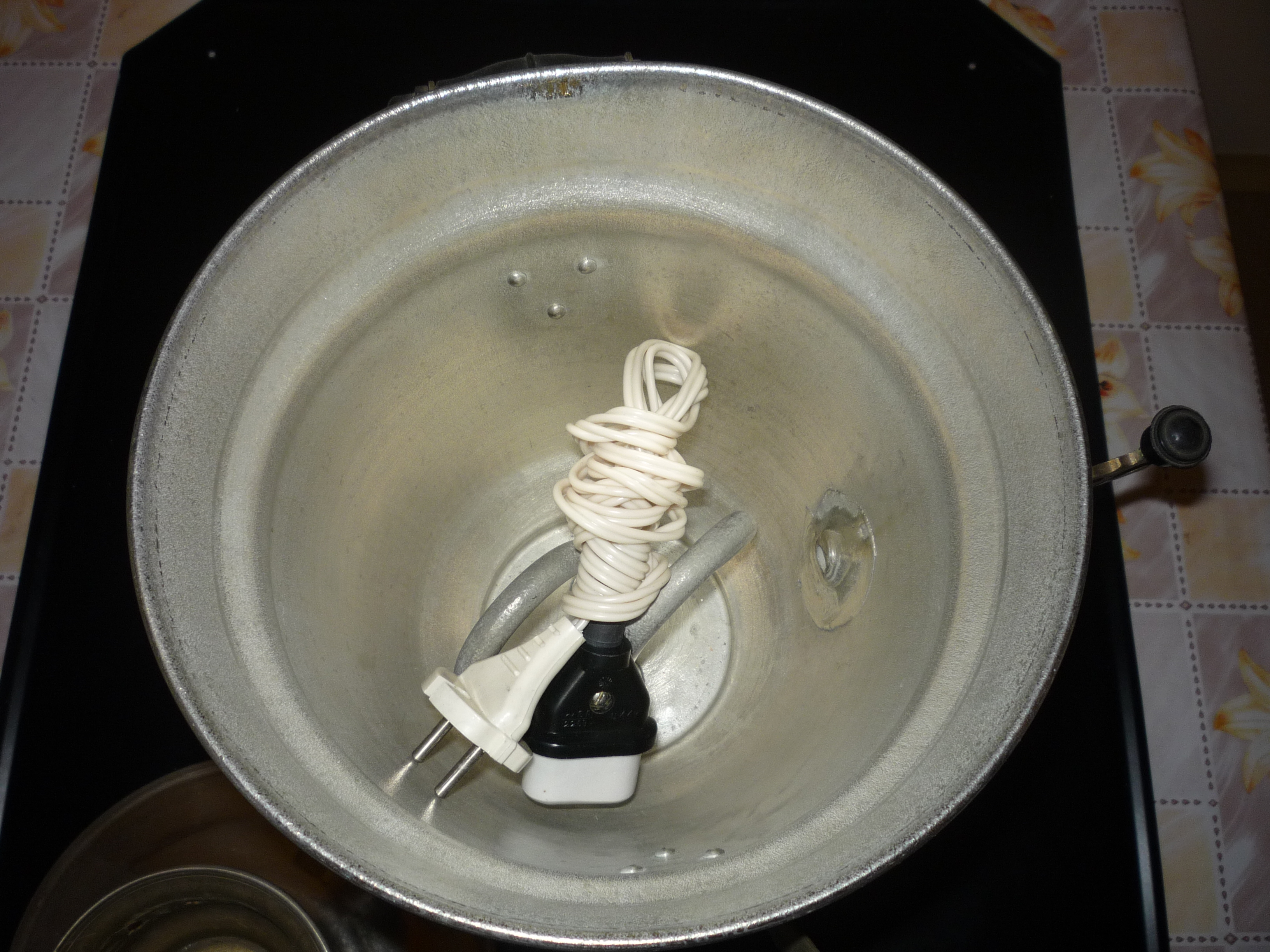
ТЭН и кабель подключения электрического самовара
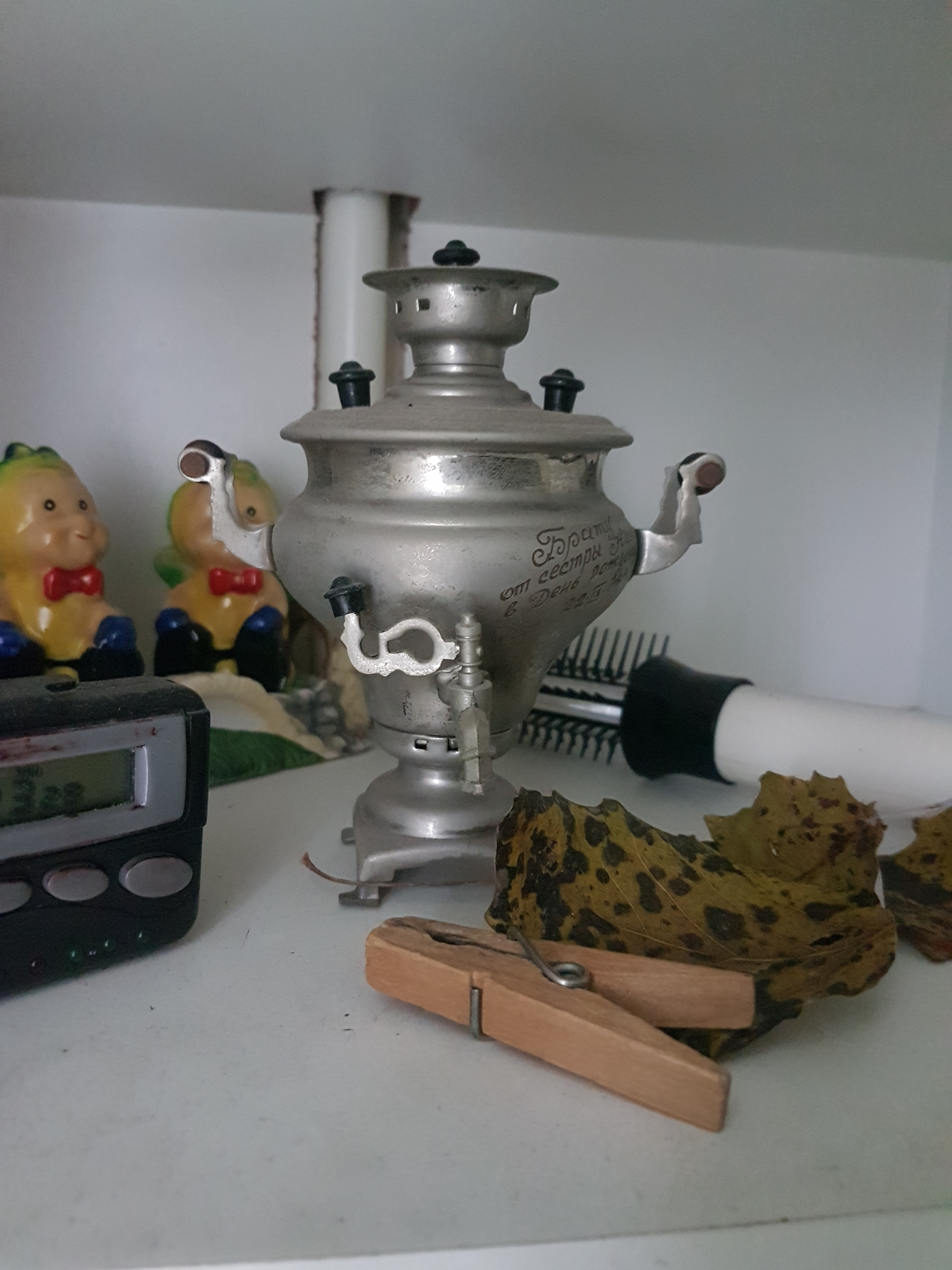
Мини-самовар из СССР